# Ibrahim Maiga
Pour les articles homonymes, voir Maïga.
 (juillet 2019).
Ibrahim Maiga, également connu sous le nom d’Ibi Maiga,,, né le 3 janvier 1963 à Mopti (Mali), est un chanteur, acteur, comédien et homme politique slovaque,.

## Biographie
Ibrahim Maiga s'est établi dans ce qui était alors la Tchécoslovaquie à la fin des années 1980 en tant qu'étudiant à l'université technique slovaque de Bratislava et a par la suite obtenu la nationalité slovaque. Il « est rapidement devenu célèbre en tant que chanteur et acteur ». La BBC le décrit comme « une personnalité bien connue » pour son « humour contagieux et ses chansons sur son pays d'origine, le Mali ».
Lors des élections européennes de 2009, il se porte candidat au Parlement européen, sur la liste du Parti de la gauche démocratique (SDL),. En tant que pro-européen, il a déclaré : « Particulièrement en ces temps de crise, nous voyons à quel point l’Union européenne est importante. Sans son existence, certains États auraient pu s'effondrer ». Expliquant son choix de se porter candidat, il a également déclaré : « Je veux vraiment combattre cette élection juste pour montrer à l'Europe que la Slovaquie a un grand avenir en Europe. Si je suis élu et que, pour la première fois de l'histoire, un Noir représente la Slovaquie, cela sera évident pour toute l'Europe. ». 
Il annonce en mars 2019 un retour en politique pour les élections européennes de 2019 avec le parti PRIAMA DEMOKRACIA (sk) (« Démocratie directe »).
Ibi Maiga parle six langues.

## Voir également
- OST Fontána pre Zuzanu 2
- Les 100 meilleurs albums slovaques de tous les temps (en)